# Koptisch-Katholieke Kerk
De Koptisch-Katholieke Kerk (Arabisch: كنيسة الأقباط الكاثوليك) is een kerk sui iuris in Egypte. Ze is verbonden met Rome en behoort aldus tot de oosters-katholieke kerken. Ze volgt de Alexandrijnse liturgie. De liturgische taal is Arabisch. Deze kerk gebruikt de gregoriaanse kalender.
In de 15e en 16e eeuw werden door Rome talrijke uniepogingen ondernomen. De missies van franciscanen en kapucijnen, in de 17e eeuw, liggen aan de basis van het ontstaan van de Koptisch-Katholieke Kerk.
Vanaf 1644 was er een apostolisch vicaris in Caïro. Het patriarchaat werd opgericht in 1824 en vernieuwd in 1895 door paus Leo XIII.
Ibrahim Isaac Sidrak is sinds 15 januari 2013 de koptisch-katholiek patriarch van Alexandrië. Zijn residentie is gevestigd in Caïro.
De kerk telde in 1970 circa 30.000 gelovigen. Thans (2007) telt ze ongeveer 160.000 gelovigen, verspreid over zeven bisdommen:
1. Het aartsbisdom Alexandrië wordt bestuurd door de patriarch met de hulp van een curiebisschop: Youhanna Golta.
2. Bisdom Assioet: Kyrillos Kamal William Samaan O.F.M.
3. Bisdom Gizeh: Antonios Aziz Mina
4. Bisdom Ismaïlia: Makarios Tewfik
5. Bisdom Luxor: Youhannes Ezzat Zakaria Badir
6. Bisdom Minya: Botros Fahim Awad Hanna
7. Bisdom Suhaj: Youssef Aboul-Kheir

## Koptisch-katholieke patriarchen van Alexandrië
Zie Lijst van koptisch-katholieke patriarchen van Alexandrië